# Intermezzo (Debussy)
Pour les articles homonymes, voir Intermezzo.
Intermezzo est une œuvre de Claude Debussy pour orchestre ou piano à quatre mains composée en 1882.

## Présentation
L'Intermezzo est composé en 1882 et existe sous deux formes, symphonique, avec un manuscrit autographe de partition d'orchestre, inédit, dans une collection particulière aux États-Unis, et comme réduction pour piano à quatre mains, avec un manuscrit autographe conservé à la Bibliothèque Beinecke de livres rares et manuscrits de l'Université Yale (Koch 809).
Le morceau est l'œuvre présentée par Debussy à l'examen de juin 1882 du Conservatoire de Paris, où le compositeur est étudiant à l'époque.
Le manuscrit de la version pour piano à quatre mains est daté du 21 juin 1882 et porte en exergue un passage d'Heinrich Heine, qui a inspiré la composition de la pièce, : 

« La mystérieuse île des esprits se dessinait vaguement aux lueurs du clair de lune ; là résonnaient des sons délicieux, là flottaient des danses nébuleuses. Les sons devenaient de plus en plus suaves, la ronde tourbillonnait plus entraînante... »

Le texte est tiré de Lyrisches Intermezzo (Canto XXXVIII, traduction Gérard de Nerval).
Une première audition publique de l'œuvre est donnée à la Bibliothèque nationale de France le 14 décembre 1989, par Christian Ivaldi et Noël Lee au piano. La partition est publiée par Durand en 2002 (éditée par Noël Lee).
Caroline Waight relève que l'Intermezzo « débute avec hésitation dans une atmosphère de mystère, se faisant peu à peu plus assurée et espiègle avant de laisser place à une section centrale pensive et lyrique. La musique devient de plus en plus passionnée pour finir par renouer avec l’atmosphère du début ».
De forme ternaire, la pièce « oppose à un thème ascendant essentiellement rythmique un thème médian, grave et lyrique ».
La durée moyenne d'exécution du morceau est de quatre minutes trente environ.
Dans le catalogue des œuvres du compositeur établi par le musicologue François Lesure, Intermezzo porte le numéro L 40 (27).
Il existe une autre œuvre de Debussy connue sous le nom d'« Intermezzo », une page de jeunesse pour violoncelle et piano (arrangement du 4e mouvement d'une Suite pour violoncelle et orchestre disparue), dont l'autographe est arrivé en possession vers 1930 de Gregor Piatigorsky. Le violoncelliste a réalisé une édition du morceau chez Elkan-Vogel en 1944, retirée ensuite de la vente pour des questions de droits. Depuis l'entrée dans le domaine public de l'œuvre, l'Intermezzo pour violoncelle et piano a été publié par Henle, Elkan-Vogel et Durand.

## Discographie
- Debussy : Intégrale de l'œuvre pour deux pianos et piano à quatre mains, Christian Ivaldi et Noël Lee, Arion 268128, 1990 (premier enregistrement mondial).
- Debussy: Early Works for Piano Duet, Adrienne Soós et Ivo Haag (piano), Naxos 8.572385, 2011.
- Debussy: Complete Music for Piano Duo, 3 CD, Marco Rapetti et Massimiliano Damerini, Brilliant Classics, 2013.
- Claude Debussy : The Complete Works, CD 7, Christian Ivaldi et Noël Lee (piano), Warner Classics, 2018[6].